# George Boolos
George Stephen Boolos (Nova Iorque, 4 de setembro de 1940 – Cambridge (Massachusetts), 27 de maio de 1996) foi um filósofo, logicista e matemático norte-americano, professor do Instituto de Tecnologia de Massachusetts.

## Biografia
Boolos cursou bacharelado em matemática na Universidade de Princeton em 1961. A Universidade de Oxford concedeu-o bacharel em filosofia em 1963. Em 1966, ele obteve o primeiro Ph.D. em filosofia já concedido pelo Instituto de Tecnologia de Massachusetts, sob a orientação de Hilary Putnam. Depois de três anos como professor na Universidade de Columbia, retornou para o Instituto de Tecnologia de Massachusetts em 1969, onde passou o resto da sua carreira até a sua morte devido ao câncer.
Uma pessoa carismática e conhecida por sua clareza e sagacidade, ele uma vez palestrou sobre o segundo Teorema da Incompletude de Gödel, utilizando apenas palavras de uma sílaba. No final de sua palestra, Hilary Putnam perguntou a ele, "E diga-nos, Sr. Boolos, o que a hierarquia analítica tem a ver com o mundo real?". Sem hesitar, Boolos replicou, "É uma parte disso".
Um especialista em quebra-cabeças de todos os tipos, em 1993 Boolos chegou até a final regional de Londres da competição de palavra cruzada do The Times. Seu placar foi um dos mais altos já registrados por um norte-americano. Ele escreveu em um artigo sobre "o quebra-cabeça lógico mais difícil do mundo" — um dos muitos quebra-cabeças criados por Raymond Smullyan.

## Trabalho
Boolos foi co-autor junto com Richard Jeffrey nas três primeiras edições do clássico texto universitário sobre lógica matemática, Lógica e Computabilidade. O livro se encontra atualmente na sua quinta edição, na qual as duas últimas foram atualizadas por John P. Burgess.
Kurt Gödel escreveu o primeiro artigo sobre demonstrabilidade lógica, na qual aplica lógica modal — a lógica da necessidade e da possibilidade — à teoria da prova matemática, mas Gödel nunca desenvolveu a matéria para nenhum âmbito significante. Boolos foi um dos primeiros defensores, e ele produziu a primeira obra tratando disto, The Unprovability of Consistency, publicada em 1979. A solução de um problema maior não resolvido levou a uma nova obra alguns anos depois, The Logic of Provability, publicada em 1993. O tratamento lógico-modal da demonstrabilidade ajudou a demonstrar a "intencionalidade" do Segundo Teorema da Impletude de Gödel, significando que a corretude de teorema depende da formulação precisa do predicado de "ser demonstrável". Estas condições foram identificadas primeiramente por David Hilbert e Paul Bernays em seu Grundlagen der Arithmetik. O estado não esclarecido do Segundo Teorema da Incompletude foi notado durante muitas décadas por logicistas como Georg Kreisel e Leon Henkin, que perguntaram se a sentença formal que expressa "Esta sentença é demonstrável" (sentença oposta à sentença de Gödel, "Esta sentença não é demonstrável") era demonstrável desde que verdadeira. Martin Löb mostrou que a conjectura de Henkin era verdadeira, como também identificou um importante princípio de "reflexão" nitidamente codificado usando a abordagem da lógica modal. Alguns dos resultados chave da demonstrabilidade envolvendo a representação de predicados demonstráveis foram obtidos mais cedo por Solomon Feferman utilizando métodos bem diferentes.
Boolos foi uma autoridade quando se tratava do matemático e filósofo alemão do século XIX Gottlob Frege. Boolos provou uma conjectura devido à Crispin Wright (e também provada, independentemente, por outros), de que o sistema Grundgesetze de Frege, há muito tempo tido como arruinado devido ao Paradoxo de Russell, poderia ser livrado da inconsistência através da substituição de um de seus axiomas, a famigerada V Lei Básica, pelo Princípio de Hume. O sistema resultante tem sido então material de trabalho intenso.
Boolos argumentou que se alguém lesse as variáveis de segunda ordem na pluralidade monádica da lógica de segunda ordem, então a lógica de segunda ordem pode ser interpretada como não tendo compromisso ontológico à entidades diferentes daquelas além do alcance das variáveis de primeira ordem. O resultado é a quantificação plural. David Lewis aplicou quantificação plural em suas Parts of Classes para derivar um sistema no qual a teoria de Zermelo-Fraenkel e os Axiomas de Peano eram todos teoremas. Enquanto Boolos é usualmente creditado pela quantificação plural, Peter Simons (1982) argumentou que a ideia essencial pode ser encontrada no trabalho de Stanislaw Leśniewski.
Pouco antes de sua morte, Boolos selecionou 30 de seus artigos para serem publicados em um livro. O resultado é talvez o seu trabalho mais renomado, seu póstumo Logic, Logic, and Logic. Este livro replica muito do trabalho de Boolos na reabilitação de Frege, também como um marco no seu trabalho na teoria dos conjuntos, na lógica de segunda ordem, na incapacidade da lógica de primeira ordem de expressar adequadamente nuances da linguagem natural, teoria da prova, e três pequenos perspicazes artigos sobre o Teorema da Incompletude de Gödel. Há também artigos sobre Richard Dedekind, Georg Cantor e Bertrand Russell.

## Publicações

### Livros
- 1979. The Unprovability of Consistency: An Essay in Modal Logic. Cambridge University Press.
- 1990 (editor). Meaning and Method: Essays in Honor of Hilary Putnam. Cambridge University Press.
- 1993. The Logic of Provability. Cambridge University Press.
- 1998 (Richard Jeffrey and John P. Burgess, eds.). Logic, Logic, and Logic. Harvard University Press.
- 2007 (1974) (with Richard Jeffrey and John P. Burgess).Computability and Logic, 4th ed. Cambridge University Press.

### Artigos
- 1968 (with Hilary Putnam), "Degrees of unsolvability of constructible sets of integers," Journal of Symbolic Logic 33: 497-513.
- 1969, "Effectiveness and natural languages" in Sidney Hook, ed.,Language and Philosophy. New York University Press.
- 1970, "On the semantics of the constructible levels," ' 16: 139-148.
- 1970a, "A proof of the Löwenheim-Skolem theorem," Notre Dame Journal of Formal Logic 11: 76-78.
- 1971, "The iterative conception of set," Journal of Philosophy 68: 215-231. Reprinted in Paul Benacerraf and Hilary Putnam, eds.,1984.Philosophy of Mathematics: Selected Readings, 2nd ed. Cambridge Univ. Press: 486-502. LLL
- 1973, "A note on Evert Willem Beth's theorem," Bulletin de l'Academie Polonaise des Sciences 2: 1-2.
- 1974, "Arithmetical functions and minimization," Zeitschrift für mathematische Logik und Grundlagen der Mathematik 20: 353-354.
- 1974a, "Reply to Charles Parsons' 'Sets and classes'." First published in LLL.
- 1975, "Friedman's 35th problem has an affirmative solution," Notices of the American Mathematical Society 22: A-646.
- 1975a, "On Kalmar's consistency proof and a generalization of the notion of omega-consistency," Archiv für Mathematische Logik und Grundlagenforschung 17: 3-7.
- 1975b, "On second-order logic," Journal of Philosophy 72: 509-527. LLL.
- 1976, "On deciding the truth of certain statements involving the notion of consistency," Journal of Symbolic Logic 41: 779-781.
- 1977, "On deciding the provability of certain fixed point statements,"Journal of Symbolic Logic 42: 191-193.
- 1979, "Reflection principles and iterated consistency assertions,"Journal of Symbolic Logic 44: 33-35.
- 1980, "Omega-consistency and the diamond," Studia Logica 39: 237-243.
- 1980a, "On systems of modal logic with provability interpretations,"Theoria 46: 7-18.
- 1980b, "Provability in arithmetic and a schema of Grzegorczyk,"Fundamenta Mathematicae 106: 41-45.
- 1980c, "Provability, truth, and modal logic," Journal of Philosophical Logic 9: 1-7.
- 1980d, Review of Raymond M. Smullyan, What is the Name of This Book? The Philosophical Review 89: 467-470.
- 1981, "For every A there is a B," Linguistic Inquiry 12: 465-466.
- 1981a, Review of Robert M. Solovay, Provability Interpretations of Modal Logic," Journal of Symbolic Logic 46: 661-662.
- 1982, "Extremely undecidable sentences," Journal of Symbolic Logic 47: 191-196.
- 1982a, "On the nonexistence of certain normal forms in the logic of provability," Journal of Symbolic Logic 47: 638-640.
- 1984, "Don't eliminate cut," Journal of Philosophical Logic 13: 373-378. LLL.
- 1984a, "The logic of provability," American Mathematical Monthly 91: 470-480.
- 1984b, "Nonfirstorderizability again," Linguistic Inquiry 15: 343.
- 1984c, "On 'Syllogistic inference'," Cognition 17: 181-182.
- 1984d, "To be is to be the value of a variable (or some values of some variables)," Journal of Philosophy 81: 430-450. LLL.
- 1984e, "Trees and finite satisfiability: Proof of a conjecture of John Burgess," Notre Dame Journal of Formal Logic 25: 193-197.
- 1984f, "The justification of mathematical induction," PSA 2: 469-475. LLL.
- 1985, "1-consistency and the diamond," Notre Dame Journal of Formal Logic 26: 341-347.
- 1985a, "Nominalist Platonism," The Philosophical Review 94: 327-344. LLL.
- 1985b, "Reading the Begriffsschrift," Mind 94: 331-344. LLL; FPM: 163-81.
- 1985c (with Giovanni Sambin), "An incomplete system of modal logic,"Journal of Philosophical Logic 14: 351-358.
- 1986, Review of Yuri Manin, A Course in Mathematical Logic, Journal of Symbolic Logic 51: 829-830.
- 1986-87, "Saving Frege from contradiction," Proceedings of the Aristotelian Society 87: 137-151. LLL; FPM 438-52.
- 1987, "The consistency of Frege's Foundations of Arithmetic" in J. J. Thomson, ed., 1987. On Being and Saying: Essays for Richard Cartwright. MIT Press: 3-20. LLL; FPM: 211-233.
- 1987a, "A curious inference," Journal of Philosophical Logic 16: 1-12. LLL.
- 1987b, "On notions of provability in provability logic," Abstracts of the 8th International Congress of Logic, Methodology and Philosophy of Science 5: 236-238.
- 1987c (with Vann McGee), "The degree of the set of sentences of predicate provability logic that are true under every interpretation,"Journal of Symbolic Logic 52: 165-171.
- 1988, "Alphabetical order," Notre Dame Journal of Formal Logic 29: 214-215.
- 1988a, Review of Craig Smorynski, Self-Reference and Modal Logic,Journal of Symbolic Logic 53: 306-309.
- 1989, "Iteration again," Philosophical Topics 17: 5-21. LLL.
- 1989a, "A new proof of the Gödel incompleteness theorem," Notices of the American Mathematical Society 36: 388-390. LLL. An afterword appeared under the title "A letter from George Boolos," ibid., p. 676. LLL.
- 1990, "On 'seeing' the truth of the Gödel sentence," Behavioral and Brain Sciences 13: 655-656. LLL.
- 1990a, Review of Jon Barwise and John Etchemendy, Turing's World and Tarski's World, Journal of Symbolic Logic 55: 370-371.
- 1990b, Review of V. A. Uspensky, Gödel's Incompleteness Theorem,Journal of Symbolic Logic 55: 889-891.
- 1990c, "The standard of equality of numbers" in Boolos, G., ed.,Meaning and Method: Essays in Honor of Hilary Putnam. Cambridge Univ. Press: 261-278. LLL; FPM: 234-254.
- 1991, "Zooming down the slippery slope," Nous 25: 695-706. LLL.
- 1991a (with Giovanni Sambin), "Provability: The emergence of a mathematical modality," Studia Logica 50: 1-23.
- 1993, "The analytical completeness of Dzhaparidze's polymodal logics," Annals of Pure and Applied Logic 61: 95-111.
- 1993a, "Whence the contradiction?" Aristotelian Society Supplementary Volume 67: 213-233. LLL.
- 1994, "1879?" in P. Clark and B. Hale, eds. Reading Putnam. Oxford: Blackwell: 31-48. LLL.
- 1994a, "The advantages of honest toil over theft," in A. George, ed.,Mathematics and Mind. Oxford University Press: 27-44. LLL.
- 1994b, "Gödel's second incompleteness theorem explained in words of one syllable," Mind 103: 1-3. LLL.
- 1995, "Frege's theorem and the Peano postulates," Bulletin of Symbolic Logic 1: 317-326. LLL.
- 1995a, "Introductory note to *1951" in Solomon Feferman et al., eds.,Kurt Gödel, Collected Works, vol. 3. Oxford University Press: 290-304. LLL. *1951 is Gödel's 1951 Gibbs lecture, "Some basic theorems on the foundations of mathematics and their implications."
- 1995b, "Quotational ambiguity" in Leonardi, P., and Santambrogio, M., eds. On Quine. Cambridge University Press: 283-296. LLL
- 1996, "The Hardest Logic Puzzle Ever," Harvard Review of Philosophy6: 62-65. LLL. Italian translation by Massimo Piattelli-Palmarini, "L'indovinello piu difficile del mondo," La Repubblica (16 April 1992): 36-37.
- 1996a, "On the proof of Frege's theorem" in A. Morton and S. P. Stich, eds., Paul Benacerraf and his Critics. Cambridge MA: Blackwell. LLL.
- 1997, "Constructing Cantorian counterexamples," Journal of Philosophical Logic 26: 237-239. LLL.
- 1997a, "Is Hume's principle analytic?" In Richard G. Heck, Jr., ed.,Language, Thought, and Logic: Essays in Honour of Michael Dummett. Oxford Univ. Press: 245-61. LLL.
- 1997b (with Richard Heck), "Die Grundlagen der Arithmetik, §§82-83" in Matthias Schirn, ed., Philosophy of Mathematics Today. Oxford Univ. Press. LLL.
- 1998, "Gottlob Frege and the Foundations of Arithmetic." First published in LLL. French translation in Mathieu Marion and Alain Voizard eds., 1998. Frege. Logique et philosophie. Montréal and Paris: L'Harmattan: 17-32.
- 2000, "Must we believe in set theory?" in Gila Sher and Richard Tieszen, eds., Between Logic and Intuition: Essays in Honour ofCharles Parsons. Cambridge University Press. LLL.Referências

1. ↑  Gelder, Lawrence Van (30 de maio de 1996). «George Boolos, 55, Philosopher». The New York Times (em inglês). ISSN 0362-4331. Consultado em 8 de setembro de 2022
2. ↑  cgraham. «Faculty Resolution». MIT Philosophy (em inglês). Consultado em 8 de setembro de 2022